# Diecezja Panonii

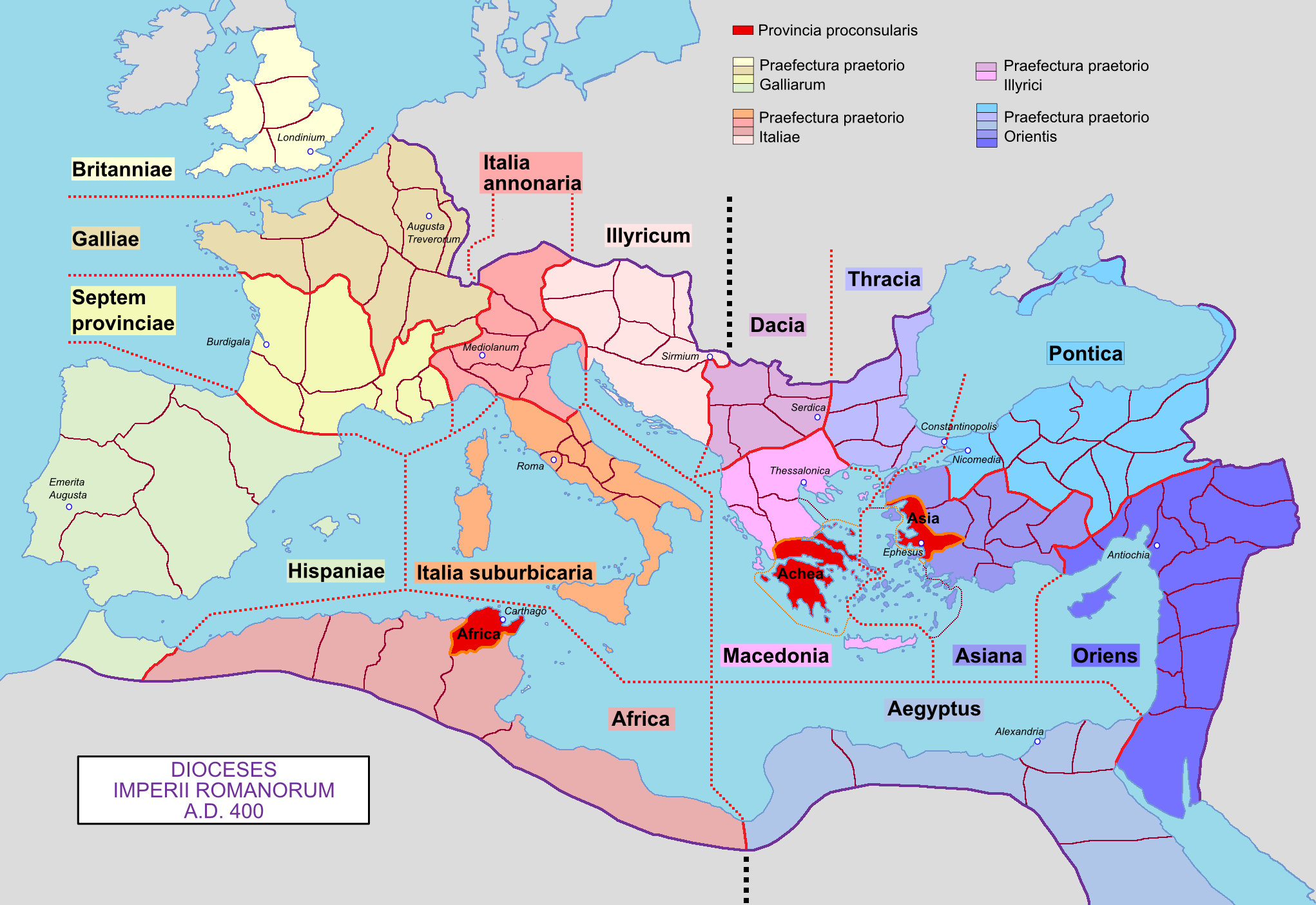
Podział administracyjny imperium rzymskiego w 400 r. n.e.

Diecezja Panonii (łac. Dioecesis Pannoniarum) – w Cesarstwie Rzymskim jednostka administracyjna  ze stolicą w Sirmium (obecnie Śremska Mitrovica), część prefektury Italii, a następnie prefektury Ilirii, po 379 ponownie podporządkowana Italii, jako diecezja Ilirii. Dzieliła się na prowincje.
Diecezja obejmowała tereny obecnej Chorwacji, Słowenii, zachodnich Węgier, Bośni i Hercegowiny, północnej Serbii.
Po 440 roku terytorium diecezji zostało zajęte przez Hunów.